# Nazionale maschile di calcio del Giappone
La nazionale di calcio del Giappone (サッカー日本代表?, Sakkā Nippon Daihyō) detta anche Samurai Blu è la rappresentativa calcistica maschile del Giappone, ed è posta sotto l'egida della Federazione calcistica giapponese (JFA).
È la nazionale di calcio asiatica più titolata a livello continentale, avendo vinto quattro volte la Coppa d'Asia (1992, 2000, 2004 e 2011), e la più competitiva a livello mondiale, avendo superato la fase a gironi del campionato mondiale di calcio in quattro occasioni. Tale ascesa è arrivata a partire dagli anni Novanta, dopo che la nazionale nipponica è stata eclissata per decenni dai vicini sudcoreani.
Vanta inoltre un secondo posto nella Confederations Cup, ottenuto nell'edizione del 2001.
È l'unica nazionale non americana, assieme a quella del Qatar, ad aver partecipato alla Copa América, cui è stata invitata a partecipare nel 1999, nel 2011 (dalla quale si ritirò a causa del terremoto e maremoto del Tōhoku) e nel 2019.
Nella classifica mondiale della FIFA, istituita nell'agosto 1993, il Giappone ha ottenuto quale miglior piazzamento il 9º posto del marzo 1998, mentre il peggiore piazzamento è il 61º posto del giugno 2018. Occupa attualmente il 15º posto della graduatoria.

## Storia
Prima degli anni novanta, complice il poco seguito popolare, il Giappone conduce una lunga esperienza calcistica di basso profilo, vedendo la fase finale del campionato del mondo come un miraggio.
Nel 1992 inizia l'era del calcio professionistico in Giappone con la nascita della J League, il campionato professionistico nazionale. I calciatori giapponesi, atleticamente più preparati, e anche più competitivi, portano la propria nazionale a un livello più alto e nel giro di pochi anni si vedono i primi risultati. Il Giappone si aggiudica già nel 1992 la vittoria della Coppa d'Asia disputata in casa, sconfiggendo per 1-0 in finale l'Arabia Saudita. Dopo aver sfiorato la qualificazione al campionato mondiale 1994 e aver partecipato alla Confederations Cup 1995, si ferma ai quarti di finale nella Coppa d'Asia 1996. La crescita del calcio giapponese viene confermata dalla qualificazione, la prima per i nipponici, alla fase finale di un mondiale, quello di Francia 1998, dove la squadra esce al primo turno perdendo tutte le partite, seppure di misura. Prima nazionale non americana a essere invitata alla Coppa America, nell'edizione del 1999 del torneo il Giappone esce al primo turno.
Nel 2000 la nazionale del Sol levante sale per la seconda volta sul tetto del continente, battendo in finale l'Arabia Saudita per 1-0. Il buon momento continua con una grande prestazione nella Confederations Cup 2001: nel girone ottiene due vittorie consecutive, poi blocca sullo 0-0 il Brasile e guadagna il primo posto nella classifica del gruppo. Superando l'Australia in semifinale, accede alla finale contro la Francia campione del mondo, da cui viene battuta per 1-0. Il Giappone è la seconda nazionale asiatica a classificarsi seconda alla Confederations Cup dopo l'Arabia Saudita. Nazionale ospitante del campionato del mondo 2002 insieme alla Corea del Sud e ammesso, pertanto, d'ufficio alla competizione, il Giappone riesce per la prima volta a qualificarsi alla fase a eliminazione diretta del torneo: agli ottavi di finale esce contro la Turchia, che arriverà poi terza. Anche nel 2003 il Giappone è invitato alla Confederations Cup, essendo la squadra campione d'Asia in carica: la partecipazione si chiude con l'eliminazione al primo turno.
Nel 2004 la selezione nipponica vince per la terza volta, la seconda consecutiva, la Coppa d'Asia, battendo in finale la Cina padrona di casa per 3-1. Nella Confederations Cup 2005 esce al primo turno per differenza reti. Qualificatasi al campionato del mondo 2006, anche qui esce al primo turno.

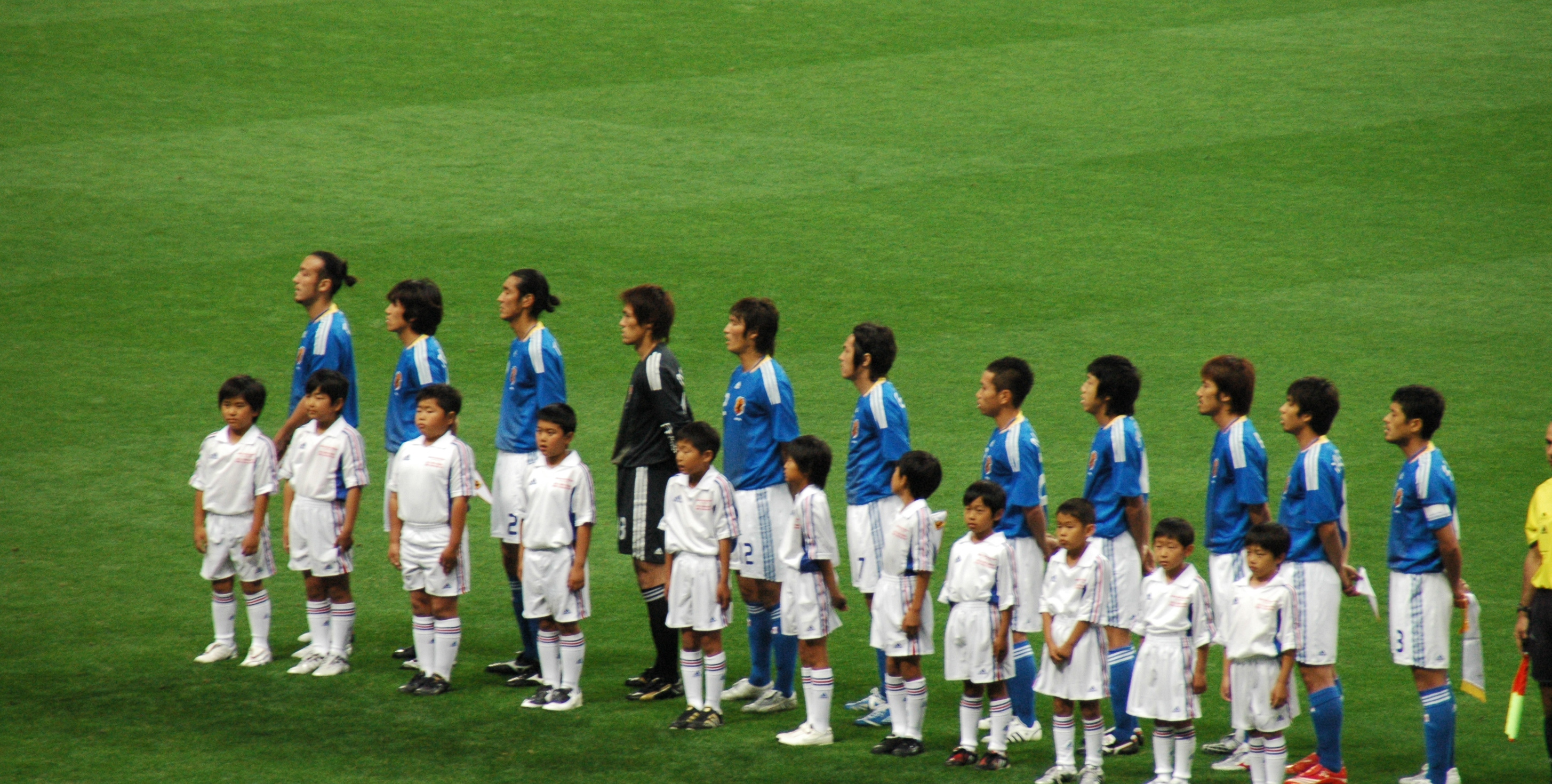
Il Giappone in campo per un match contro il nel maggio 2008

Il ciclo di vittorie nella Coppa d'Asia si interrompe nel 2007, dove il Giappone chiude quarto. Ai Giochi olimpici di Pechino 2008 la squadra viene eliminata al primo turno: i nipponici patiscono tre sconfitte in tre partite.
Qualificatasi al campionato del mondo 2010, ai gironi la squadra vince due partite su tre, approdando agli ottavi di finale, dove viene eliminata ai rigori. Qualche mese dopo, sotto la guida del CT italiano Alberto Zaccheroni, prima vince in amichevole contro l'Argentina, poi, e nel 2011 si aggiudica nuovamente la Coppa d'Asia, battendo per 1-0 in finale l'Australia.
Nel 2012 il Giappone sconfigge la Francia in amichevole a Parigi. Ottenuto non senza patemi l'accesso al campionato del mondo 2014, nel giugno 2013 il Giappone prende parte alla Confederations Cup, in Brasile, dove viene eliminato ai gironi. Dopo il mondiale brasiliano del 2014 in Brasile, dove la nazionale nipponica ottiene un solo punto nel girone, chiudendo all'ultimo posto nel raggruppamento, Zaccheroni si dimette.
Eliminata ai quarti di finale della Coppa d'Asia 2015 (peggiore prestazione giapponese nella coppa da diciannove anni a quella parte), la squadra si qualifica con anticipo al campionato del mondo 2018, dove supera il girone in modo rocambolesco, per la regola del fair play: in una situazione di assoluta parità con il Senegal (pari punti, pari differenza reti, pari gol segnati e parità nello scontro diretto), a decidere è il maggior numero di cartellini gialli e rossi comminati agli africani. Agli ottavi di finale la squadra mette in difficoltà il Belgio, poi classificatosi terzo e prevalso sui nipponici in rimonta, con un gol segnato in zona Cesarini.

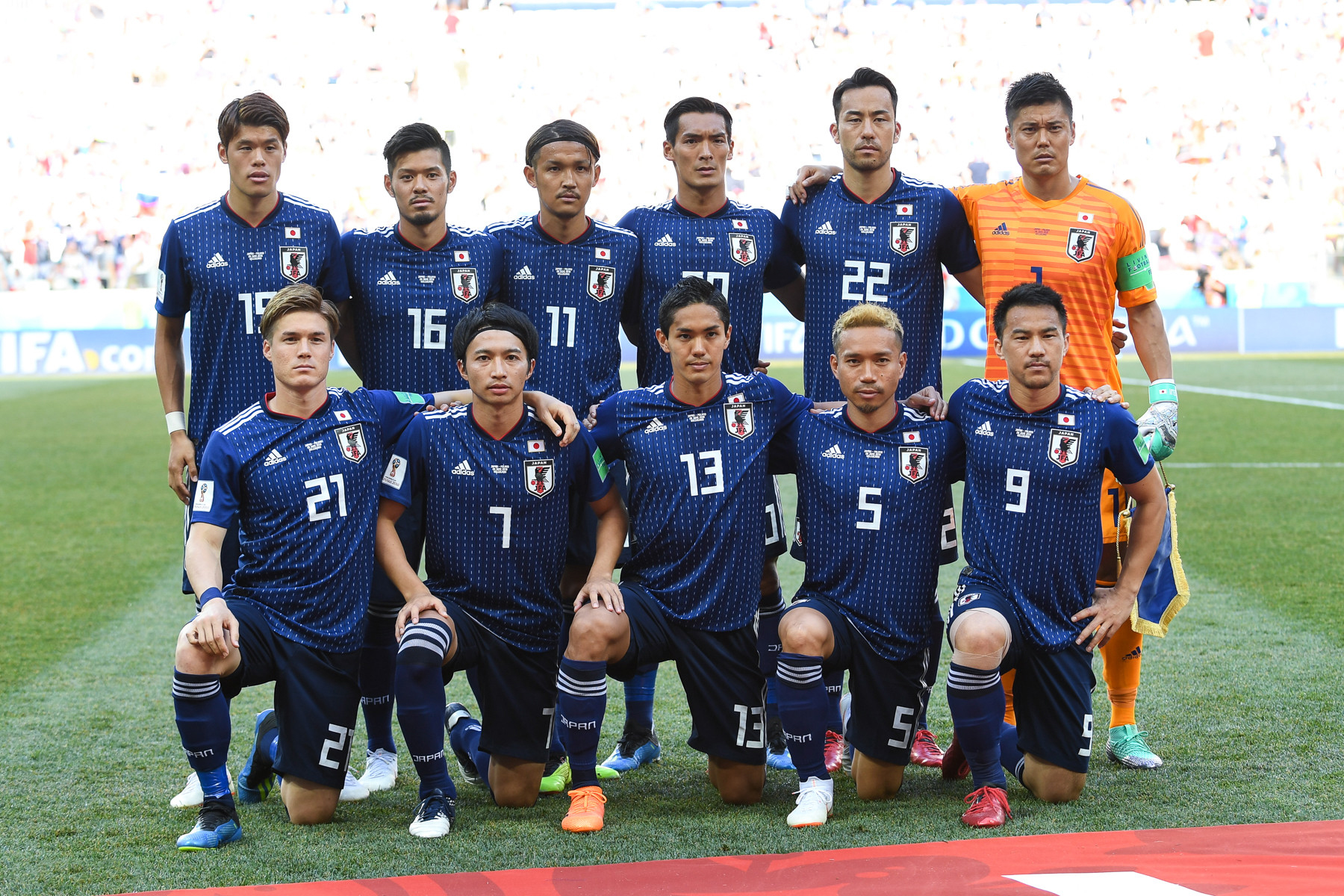
La selezione giapponese al mondiale del 2018

Dopo il mondiale la panchina del Giappone viene affidata a Hajime Moriyasu, che continua a ricoprire il ruolo di CT della nazionale Under-23 nipponica. Egli conduce la squadra al secondo posto nella Coppa d'Asia 2019, persa in finale contro i padroni di casa del Qatar (1-3). Dopo l'eliminazione al primo turno della Coppa America 2019, il Giappone si qualifica autorevolmente al campionato del mondo 2022, dove supera il girone come primo classificato battendo Germania e Spagna, per poi essere eliminato agli ottavi di finale, ai tiri di rigore, dalla Croazia poi classificatasi terza. Nella Coppa d'Asia 2023 il Giappone viene eliminato ai quarti di finale dall'Iran.
Il 25 marzo 2025, dopo il match terminato 0 a 0 contro l'Arabia Saudita, il Giappone si assicura la qualificazione al Mondiale 2026.

## Calcio e cultura di massa giapponese

Copertina del primo volume di Captain Tsubasa (Holly e Benji)

L'emergere del Giappone nel calcio, dopo che lo sport è stato eclissato per anni da sumo, wrestling e baseball, è in parte anche dovuto ai manga e agli anime, in cui ha fatto la propria comparsa il campo verde. Dagli anni ottanta numerosi sono stati i manga a tema calcistico. La serie più nota al mondo è Captain Tsubasa (conosciuto in Italia come Holly e Benji), in cui si narra la storia di Tsubasa Ōzora (Oliver "Holly" Hutton nella versione italiana), un bambino che sogna di vincere il mondiale di calcio con la maglia del Giappone.
Altrettanto famosa è anche la serie di videogiochi Inazuma Eleven, il cui primo titolo vede la Raimon Junior High, squadra capitanata dal protagonista Mamoru Endō (Mark Evans nella versione europea), partecipare al campionato nazionale Football Frontier, per diventare i più forti del Giappone. Il successo del primo gioco ha fatto sì che la serie ricevesse vari seguiti, oltre che degli adattamenti manga e anime.
L'eliminazione dei nipponici dai mondiali del 2018 dà avvio alla trama del manga Blue Lock: i migliori prospetti nei campionati liceali vengono reclutati in un'accademia, per formare i futuri giocatori della nazionale e aspirare alla vittoria del titolo iridato.

## Palmarès
- Coppa d'Asia: 4  (record)

1992, 2000, 2004, 2011

## Colori e simboli
Il colore della nazionale giapponese è l'azzurro: in particolare la divisa tradizionale casalinga è composta da una maglia azzurra, dei pantaloncini bianchi e dei calzettoni azzurri, mentre la tenuta da trasferta è l'esatto contrario. Nonostante i fornitori tecnici nell'arco degli anni, favoriti da un mercato di merchandising in Giappone piuttosto favorevole, si siano sbizzarriti nella composizione delle maglie, aggiungendo motivi ornamentali come delle fiamme sulle spalle nel 1998 (il completo portiere era verde con fiamme rosse e azzurre o nero con fiamme rosse e arancione) e nel 1996, le righe bianche e triangoli rossi nel 1993, 1994 e nel 1995 (il completo dei portieri invece era verde con le linee nere e i triangoli rossi o arancione e nero con disegni bizzarri), le curve rossobianche nel 1999 o delle curve bianche e celesti nel 2006, le tenute sono rimaste grosso modo sempre le stesse.
L'origine del colore azzurro delle maglie del Giappone risale da una superstizione, in quanto esse vennero utilizzate per la prima volta nel 1930, durante i IX Giochi dell'Estremo Oriente, dovuto al fatto che la rappresentativa giapponese era formata da atleti dell'Università Imperiale di Tokyo (il cui colore è l'azzurro) e successivamente, ai i Giochi olimpici di Berlino del 1936, in cui la nazionale nipponica trionfò contro la Svezia per 3-2, durante la prima vittoria del Giappone al suo esordio calcistico internazionale, nella quale indossò le casacche azzurre. Tra il 1988 e il 1991, sotto la guida dell'allenatore Kenzo Yokoyama, le tenute di gioco erano rosse e bianche, coincidendo con i colori della bandiera giapponese. Tuttavia, in seguito alle mancate qualificazioni al mondiale del 1990 e ai giochi olimpici del 1992, il rosso venne scartato.
Lo stemma è bianco con una striscia rossa con le lettere JFA con sotto un yatagarasu (corvo a tre zampe) stilizzato nero che regge un pallone rosso. La divisa delle qualificazioni è blu con delle linee dorate che percorrono dal basso verso l'alto e risvolti oro, con i pantaloncini bianchi e calzettoni blu, la seconda maglia è il contrario ma senza le linee, i portieri indossano un completo nero anche in alternativa giallo o grigio con sempre le linee sulla maglia. La attuale invece è blu con un rettangolo rosso nel collo e disegni di penne. I fornitori ufficiali delle divise sono stati:
- Adidas (1980-1983, 1986), (1989, 1992, 1995, 1996) (1999-oggi);
- Puma (1993), (1985), (1996 per un breve periodo dopo sostituito da Adidas);
- Asics (1984-1988), (1990, 1994, 1998).

Di recente il contratto con lo sponsor tecnico Adidas è stato rinnovato fino al 2022.

### Divise

#### Casa
| 1917 | 1964-75 | 1975-79 | 1979-80 | 1980-83 | 1983-86 | 1986-87 |

| 1988–91 | 1991-92 | 1992–96 | 1996–98 | 1999–2000 | 2001 | 2002–03 |

| 2004–05 | 2006–07 | 2008–09 | 2010–11 | 2012–13 | 2014–15 | 2016-17 |
| 2017    | 2017-19 | 2019-22 | 2022-24 | 2024-   |         |         |

#### Trasferta
| 1980-81 | 1984-85 | 1985 | 1988–91 | 2001 | 2002–03 | 2004–05 |

| 2006–07 | 2008–09 | 2010–11 | 2012–13 | 2014–15 | 2016-17 | 2018-19 |

| 2020-22 | 2022-24 | 2024- |

## Stadio

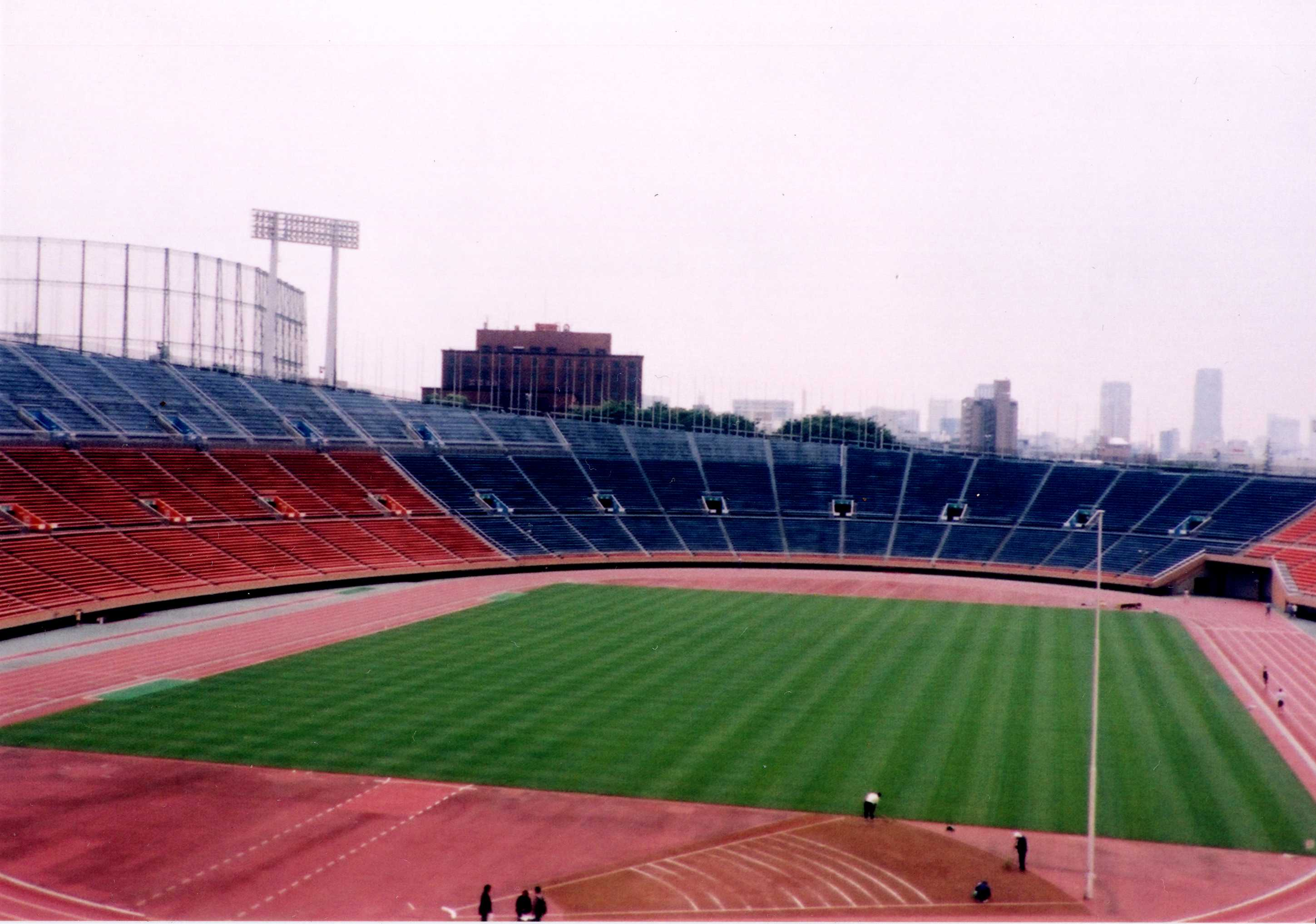
Olimpico di Tokyo

Lo stadio storico della nazionale giapponese è lo stadio nazionale nipponico, ovvero l'"Olimpico" di Tokyo, dove la squadra ha giocato quasi tutte le partite internazionali fino al 2002.
Dopo i mondiali co-ospitati con la Corea del Sud, i nuovi impianti costruiti o frutto di ristrutturazioni avveniristiche hanno cominciato a sostituire l'Olimpico, soprattutto l'assai più capiente International Stadium di Yokohama, divenuto l'impianto principale giapponese, o il Saitama Stadium.

## Giocatori
- Calciatori della Nazionale giapponese

## Rosa attuale
Elenco dei giocatori convocati da Hajime Moriyasu per le gare di Coppa dell'Asia orientale 2025 contro l'Hong Kong, la Cina e la Corea del Sud, rispettivamente dell'8, 12 e 15 luglio 2025.
Presenze e reti aggiornate al 15 luglio 2025.
| 12 | P | Tomoki Hayakawa        | 3 marzo 1999      | 1   | 0  | Kashima Antlers     |  |  |
| 1  | P | Keisuke Ōsako          | 28 luglio 1999    | 10  | -6 | Sanfrecce Hiroshima |  |  |
| 23 | P | Alexandre Pisano       | 10 gennaio 2006   | 1   | -1 | Nagoya Grampus      |  |  |
|    |   |                        |                   |     |    |                     |  |  |
| 16 | D | Tomoya Andō            | 10 gennaio 1999   | 2   | 0  | Avispa Fukuoka      |  |  |
| 3  | D | Hayato Araki           | 7 agosto 1996     | 3   | 0  | Sanfrecce Hiroshima |  |  |
| 4  | D | Taiyō Koga             | 28 ottobre 1998   | 3   | 0  | Kashiwa Reysol      |  |  |
| 5  | D | Yūto Nagatomo          | 12 settembre 1986 | 143 | 4  | FC Tokyo            |  |  |
| 25 | D | Yūto Tsunashima        | 15 agosto 2000    | 1   | 0  | Tokyo Verdy         |  |  |
| 22 | D | Naomichi Ueda          | 24 ottobre 1994   | 18  | 1  | Kashima Antlers     |  |  |
|    |   |                        |                   |     |    |                     |  |  |
| 15 | C | Shō Inagaki            | 25 dicembre 1991  | 4   | 3  | Nagoya Grampus      |  |  |
| 6  | C | Hayao Kawabe           | 8 settembre 1995  | 8   | 1  | Sanfrecce Hiroshima |  |  |
| 24 | C | Tōjirō Kubo            | 5 aprile 1999     | 1   | 0  | Kashiwa Reysol      |  |  |
| 9  | C | Taisei Miyashiro       | 26 maggio 2000    | 2   | 0  | Vissel Kōbe         |  |  |
| 2  | C | Henry Heroki Mochizuki | 20 settembre 2001 | 3   | 1  | Machida Zelvia      |  |  |
| 26 | C | Sōta Nakamura          | 15 ottobre 2002   | 2   | 1  | Sanfrecce Hiroshima |  |  |
| 14 | C | Yūto Ozeki             | 6 febbraio 2005   | 2   | 0  | Kawasaki Frontale   |  |  |
| 21 | C | Ryūnosuke Satō         | 16 ottobre 2006   | 4   | 0  | Fagiano Okayama     |  |  |
| 7  | C | Yūki Sōma              | 25 febbraio 1997  | 17  | 5  | Machida Zelvia      |  |  |
| 8  | C | Satoshi Tanaka         | 13 agosto 2002    | 1   | 0  | Sanfrecce Hiroshima |  |  |
| 20 | C | Kōta Tawaratsumida     | 14 maggio 2004    | 3   | 0  | FC Tokyo            |  |  |
| 17 | C | Zento Uno              | 20 novembre 2003  | 2   | 0  | Shimizu S-Pulse     |  |  |
|    |   |                        |                   |     |    |                     |  |  |
| 13 | A | Ryō Germain            | 19 aprile 1995    | 3   | 5  | Sanfrecce Hiroshima |  |  |
| 11 | A | Taichi Hara            | 5 maggio 1999     | 2   | 0  | Kyoto Sanga         |  |  |
| 10 | A | Mao Hosoya             | 7 settembre 2001  | 9   | 3  | Kashiwa Reysol      |  |  |
| 19 | A | Yūki Kakita            | 14 luglio 1997    | 2   | 0  | Kashiwa Reysol      |  |  |
| 18 | A | Shin Yamada            | 30 maggio 2000    | 1   | 0  | Kawasaki Frontale   |  |  |

## Commissari tecnici
- Masujiro Nishida (gen-dic 1923)
- Goro Yamada (gen-dic 1925)
- Shigeyoshi Suzuki (gen-dic 1930)
- Shigemaru Takenokoshi (gen-dic 1934)
- Shigeyoshi Suzuki (gen-dic 1936)
- Shigemaru Takenokoshi (1938-1940 e 1950-1956)
- Hirokazu Ninomiya (gen-dic 1951)
- Hidetoki Takahashi (gen-dic 1957)
- Taizo Kawamoto (gen-dic 1958)
- Shigemaru Takenokoshi (gen-dic 1959)
- Hidetoki Takahashi (1960-1962)
- Ken Naganuma (1962-1969)
- Shunichiro Okano (1970-1971)
- Ken Naganuma (1971-1976)
- Hiroshi Ninomiya (1976-1979)
- Yukio Shimomura (1979-1980)
- Masashi Watanabe (mag-dic 1980)
- Takaji Mori (1981-1985)
- Yoshinobu Ishii (1986-1987)
- Kenzō Yokoyama (1988-1992)
- Hans Ooft (1992-1993)
- Paulo Roberto Falcão (mag-ott 1994)
- Shu Kamo (1994-1997)
- Takeshi Okada (1997-1998)
- Philippe Troussier (1998-2002)
- Zico (2002-2006)
- Ivica Osim (2006-2007)
- Takeshi Okada (2007-2010)
- Hiromi Hara (lug-set 2010)
- Alberto Zaccheroni (2010-2014)
- Javier Aguirre (2014-2015)
- Vahid Halilhodžić (2015-2018)
- Akira Nishino (apr-lug 2018)
- Hajime Moriyasu (dal 2018)

## Record individuali
Statistiche aggiornate al 15 luglio 2025.
Il grassetto indica giocatori ancora in attività in nazionale.

### Record di presenze

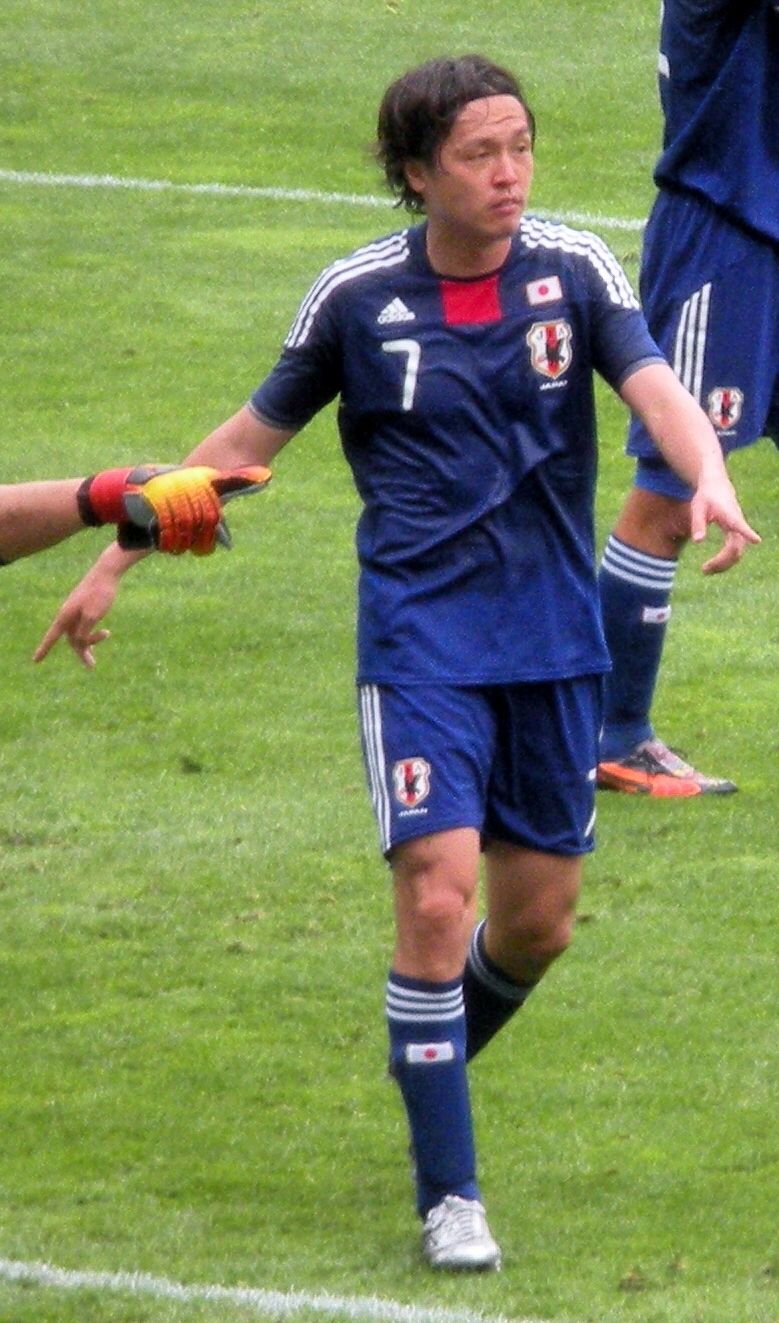
Yasuhito Endō, detentore del record di presenze

| Pos. | Nome                 | Presenze | Reti | Periodo   |
| ---- | -------------------- | -------- | ---- | --------- |
| 1    | Yasuhito Endō        | 152      | 15   | 2002-2015 |
| 2    | Yūto Nagatomo        | 143      | 4    | 2008-     |
| 3    | Maya Yoshida         | 126      | 12   | 2010-2022 |
| 4    | Masami Ihara         | 122      | 5    | 1988-1999 |
| 5    | Shinji Okazaki       | 119      | 50   | 2008-2019 |
| 6    | Yoshikatsu Kawaguchi | 116      | 0    | 1997-2010 |
| 7    | Makoto Hasebe        | 114      | 2    | 2006-2018 |
| 8    | Yūji Nakazawa        | 110      | 17   | 1999-2010 |
| 9    | Keisuke Honda        | 98       | 37   | 2008-2018 |
| 9    | Shunsuke Nakamura    | 98       | 24   | 2000-2010 |

### Record di reti

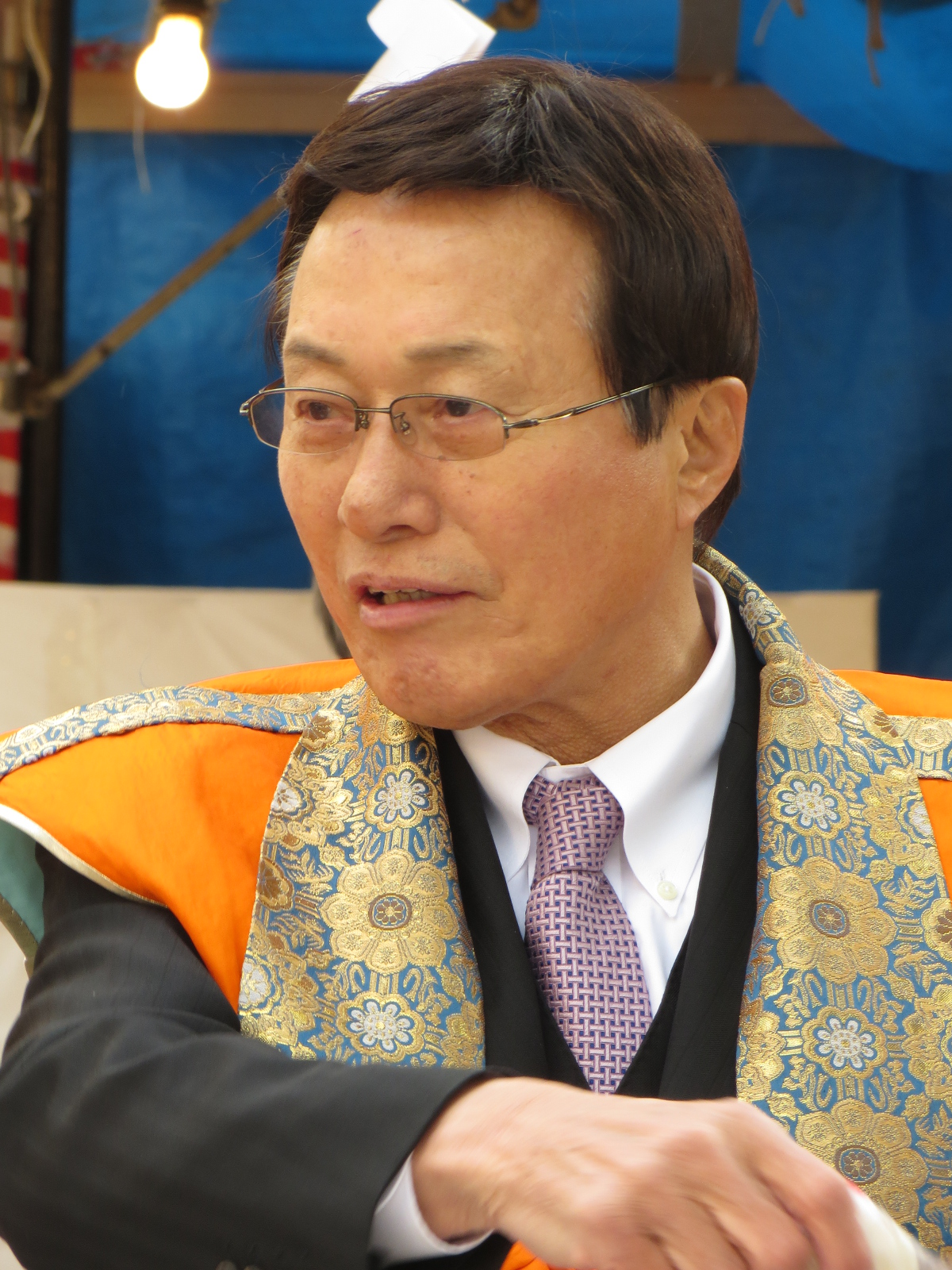
Kunishige Kamamoto, detentore del record di reti

| Pos. | Nome               | Reti | Presenze | Periodo   |
| ---- | ------------------ | ---- | -------- | --------- |
| 1    | Kunishige Kamamoto | 75   | 76       | 1964-1977 |
| 2    | Kazuyoshi Miura    | 55   | 89       | 1990-2000 |
| 3    | Shinji Okazaki     | 50   | 119      | 2008-2019 |
| 4    | Hiromi Hara        | 37   | 75       | 1978-1988 |
| 4    | Keisuke Honda      | 37   | 98       | 2008-2018 |
| 6    | Shinji Kagawa      | 31   | 97       | 2008-2019 |
| 7    | Takuya Takagi      | 27   | 44       | 1992-1997 |
| 8    | Kazushi Kimura     | 26   | 54       | 1979-1986 |
| 9    | Yūya Ōsako         | 25   | 57       | 2013-2022 |
| 10   | Takumi Minamino    | 24   | 67       | 2014-     |
| 10   | Shunsuke Nakamura  | 24   | 98       | 2000-2010 |

| # | Giocatore          | Mondiale | Presenze |
| - | ------------------ | -------- | -------- |
| 1 | Masami Ihara       | 1998     | 116      |
| 2 | Masashi Nakayama   | 2002     | 47       |
| 3 | Tsuneyasu Miyamoto | 2006     | 69       |
| 4 | Makoto Hasebe      | 2010     | 31       |
| 5 | Makoto Hasebe      | 2014     | 78       |
| 6 | Makoto Hasebe      | 2018     | 110      |
| 7 | Maya Yoshida       | 2022     | 122      |

## Staff tecnico
Dati aggiornati al 24 gennaio 2024.
- Hajime Moriyasu - Commissario tecnico
- Hiroshi Nanami - Assistente allenatore (vice)
- Toshihide Saitō - Assistente allenatore
- Ryōichi Maeda - Assistente allenatore
- Takashi Shimoda - Allenatore dei portieri
- Ryōichi Matsumoto - Preparatore atletico

## Tutte le rose

### Mondiali
Coppa del Mondo FIFA 19981 Kojima, 2 Narahashi, 3 Sōma, 4 Ihara, 5 Omura, 6 Yamaguchi, 7 Itō, 8 Nakata, 9 Nakayama, 10 Nanami, 11 Ono, 12 Lopes, 13 Hattori, 14 Okano, 15 Morishima, 16 Saitō, 17 Akita, 18 Jō, 19 Nakanishi, 20 Kawaguchi, 21 Narazaki, 22 Hirano, CT: Okada
Coppa del Mondo FIFA 20021 Kawaguchi, 2 Akita, 3 Matsuda, 4 Morioka, 5 Inamoto, 6 Hattori, 7 H. Nakata, 8 Morishima, 9 Nishizawa, 10 Nakayama, 11 Suzuki, 12 Narazaki, 13 Yanagisawa, 14 Alex, 15 Fukunishi, 16 K. Nakata, 17 Miyamoto, 18 Ono, 19 Ogasawara, 20 Myōjin, 21 Toda, 22 Ichikawa, 23 Sogahata, CT: Troussier
Coppa del Mondo FIFA 20061 Narazaki, 2 Moniwa, 3 Komano, 4 Endō, 5 Miyamoto, 6 K. Nakata, 7 H. Nakata, 8 Ogasawara, 9 Takahara, 10 Nakamura, 11 Maki, 12 Doi, 13 Yanagisawa, 14 Alex, 15 Fukunishi, 16 Ōguro, 17 Inamoto, 18 Ono, 19 Tsuboi, 20 Tamada, 21 Kaji, 22 Nakazawa, 23 Kawaguchi, CT: Zico
Coppa del Mondo FIFA 20101 Narazaki, 2 Abe, 3 Komano, 4 Tanaka, 5 Nagatomo, 6 Uchida, 7 Endō, 8 Matsui, 9 Okazaki, 10 S. Nakamura, 11 Tamada, 12 Yano, 13 Iwamasa, 14 K. Nakamura, 15 Konno, 16 Ōkubo, 17 Hasebe, 18 Honda, 19 Morimoto, 20 Inamoto, 21 Kawashima, 22 Nakazawa, 23 Kawaguchi, CT: Okada
Coppa del Mondo FIFA 20141 Kawashima, 2 Uchida, 3 G. Sakai, 4 Honda, 5 Nagatomo, 6 Morishige, 7 Endō, 8 Kiyotake, 9 Okazaki, 10 Kagawa, 11 Kakitani, 12 Nishikawa, 13 Ōkubo, 14 Aoyama, 15 Konno, 16 Yamaguchi, 17 Hasebe, 18 Ōsako, 19 Inoha, 20 Saitō, 21 H. Sakai, 22 Yoshida, 23 Gonda, CT: Zaccheroni
Coppa del Mondo FIFA 20181 Kawashima, 2 Ueda, 3 Shōji, 4 Honda, 5 Nagatomo, 6 Endō, 7 Shibasaki, 8 Haraguchi, 9 Okazaki, 10 Kagawa, 11 Usami, 12 Higashiguchi, 13 Mutō, 14 Inui, 15 Ōsako, 16 Yamaguchi, 17 Hasebe, 18 Ōshima, 19 H. Sakai, 20 Makino, 21 G. Sakai, 22 Yoshida, 23 Nakamura, CT: Nishino
Coppa del Mondo FIFA 20221 Kawashima, 2 Yamane, 3 Taniguchi, 4 Itakura, 5 Nagatomo, 6 Endō, 7 Shibasaki, 8 Dōan, 9 Mitoma, 10 Minamino, 11 Kubo, 12 Gonda, 13 Morita, 14 J. Itō, 15 Kamada, 16 Tomiyasu, 17 Tanaka, 18 Asano, 19 Sakai, 20 Machino, 21 Ueda, 22 Yoshida, 23 Schmidt, 24 Sōma, 25 Maeda, 26 H. Itō, CT: Moriyasu

### Coppa d'Asia
Coppa d'Asia 19881 Tsuchida, 2 Ueno, 3 Horiike, 4 Taguchi, 5 Sakakura, 6 Motoyoshi, 7 Ihara, 8 Ōtake, 9 Shirasawa, 10 Ōenoki, 11 Ikenoue, 12 Nakayama, 13 Kurosaki, 14 Noda, 15 Minoguchi, 16 Maeda, 17 Sukigara, 18 Matsuyama, 19 Sanada, 20 Takagi, CT: Yokoyama
Coppa d'Asia 19921 Matsunaga, 2 Ōtake, 3 Katsuya, 4 Horiike, 5 Hashiratani, 6 Tsunami, 7 Ihara, 8 Fukuda, 9 Takeda, 10 Ramos, 11 Miura, 12 Yamada, 13 Sakakura, 14 Kitazawa, 15 Yoshida, 16 Nakayama, 17 Moriyasu, 18 Jin'no, 19 Maekawa, 20 Takagi, CT: Ooft
Coppa d'Asia 19961 Kojima, 2 Yanagimoto, 3 Sōma, 4 Ihara, 5 Omura, 6 Yamaguchi, 7 Honda, 8 Maezono, 9 Takagi, 10 Nanami, 11 Miura, 12 Michiki, 13 Hattori, 14 Okano, 15 Morishima, 16 Saitō, 17 Akita, 18 Jō, 19 Shimokawa, 20 Narazaki, CT: Kamo
Coppa d'Asia 20001 Kawaguchi, 3 Matsuda, 4 Morioka, 6 Hattori, 8 Mochizuki, 9 Nishizawa, 10 Nanami, 11 Miura, 12 Morishima, 13 Yanagisawa, 14 Nakamura, 15 Oku, 17 Inamoto, 19 Kubo, 20 Takakuwa, 21 Shimoda, 22 Nakazawa, 24 Myōjin, 26 Kaimoto, 27 Kitajima, 29 Takahara, 30 Ono, CT: Troussier
Coppa d'Asia 20041 Narazaki, 3 Tanaka, 4 Endō, 5 Miyamoto, 6 Nakata, 8 Ogasawara, 10 Nakamura, 11 Suzuki, 12 Doi, 14 Alex, 15 Fukunishi, 16 Fujita, 17 Miura, 18 Matsuda, 19 Motoyama, 20 Tamada, 21 Kaji, 22 Nakazawa, 23 Kawaguchi, 24 Nishi, 25 Chano, 26 Yamada, CT: Zico
Coppa d'Asia 20071 Kawaguchi, 2 Konno, 3 Komano, 5 Tsuboi, 6 Abe, 7 Endō, 8 Hanyū, 9 Yamagishi, 10 S. Nakamura, 11 Satō, 12 Maki, 13 Suzuki, 14 K. Nakamura, 15 Mizuno, 18 Narazaki, 19 Takahara, 20 Yano, 21 Kaji, 22 Nakazawa, 23 Kawashima, 24 Hashimoto, 28 Ōta, 29 Inoha, CT: Osim
Coppa d'Asia 20111 Kawashima, 2 Inoha, 3 Iwamasa, 4 Konno, 5 Nagatomo, 6 Uchida, 7 Endō, 8 Matsui, 9 Okazaki, 10 Kagawa, 11 Maeda, 12 Moriwaki, 13 Hosogai, 14 Fujimoto, 15 T. Honda, 16 Kashiwagi, 17 Hasebe, 18 K. Honda, 19 Lee, 20 Nagata, 21 Nishikawa, 22 Yoshida, 23 Gonda, CT: Zaccheroni
Coppa d'Asia 20151 Kawashima, 2 Ueda, 3 Ōta, 4 Honda, 5 Nagatomo, 6 Morishige, 7 Endō, 8 Kiyotake, 9 Okazaki, 10 Kagawa, 11 Toyoda, 12 Nishikawa, 13 Kobayashi, 14 Mutō, 15 Konno, 16 Shiotani, 17 Hasebe, 18 Inui, 19 Shōji, 20 Shibasaki, 21 Sakai, 22 Yoshida, 23 Higashiguchi, CT: Aguirre
Coppa d'Asia 20191 Higashiguchi, 2 Miura, 3 Muroya, 4 Sasaki, 5 Nagatomo, 6 Endō, 7 Shibasaki, 8 Haraguchi, 9 Minamino, 10 Inui, 11 Kitagawa, 12 Gonda, 13 Mutō, 14 Itō, 15 Ōsako, 16 Tomiyasu, 17 Aoyama, 18 Shiotani, 19 Sakai, 20 Makino, 21 Dōan, 22 Yoshida, 23 Schmidt, CT: Moriyasu
Coppa d'Asia 20231 Maekawa, 2 Sugawara, 3 Taniguchi, 4 Itakura, 5 Morita, 6 Endō, 7 Mitoma, 8 Minamino, 9 Ueda, 10 Dōan, 11 Hosoya, 12 Nozawa, 13 Nakamura, 14 J. Itō, 15 Machida, 16 Maikuma, 17 Hatate, 18 Asano, 19 Nakayama, 20 Kubo, 21 H. Itō, 22 Tomiyasu, 23 Suzuki, 24 Watanabe, 25 Maeda, 26 Sano, CT: Moriyasu

### Copa América
Copa América 19991 Kawaguchi, 2 Saitō, 3 Sōma, 4 Ihara, 5 Akita, 6 Hattori, 7 Itō, 8 Mochizuki, 9 Yoshihara, 10 Nanami, 11 Lopes, 12 Jō, 13 Fujita, 14 Suzuki, 15 Tasaka, 16 Oku, 17 Morioka, 18 Andō, 19 Miura, 20 Narazaki, 21 Okano, 22 Fukunishi, CT: Troussier
Copa América 20191 Kawashima, 2 Sugioka, 3 Nakayama, 4 Itakura, 5 N. Ueda, 6 Watanabe, 7 Shibasaki, 8 Itō, 9 Maeda, 10 Nakajima, 11 Miyoshi, 12 Kojima, 13 A. Ueda, 14 Hara, 15 Suga, 16 Tomiyasu, 17 Matsumoto, 18 Okazaki, 19 Iwata, 20 Abe, 21 Kubo, 22 Tatsuta, 23 Ōsako, CT: Moriyasu

### Confederations Cup
Coppa re Fahd 19951 Matsunaga, 2 Natsuka, 3 Tsunami, 4 Ihara, 5 Hashiratani, 6 Moriyasu, 7 Horiike, 8 Kitazawa, 9 T. Yamaguchi, 10 Ramos, 11 Miura, 12 Kikuchi, 13 Hasegawa, 14 Isogai, 15 M. Yamaguchi, 16 Fukuda, 17 Sōma, 18 Yanagimoto, 19 Okano, 20 Kojima, CT: Kamo
FIFA Confederations Cup 20011 Kawaguchi, 2 Uemura, 3 Matsuda, 4 Morioka, 5 Inamoto, 6 Hattori, 7 H. Nakata, 8 Morishima, 9 Nishizawa, 10 Miura, 11 Nakayama, 12 Narazaki, 13 Yamashita, 14 Itō, 15 Fujita, 16 K. Nakata, 17 Myōjin, 18 Toda, 19 Kubo, 20 Hato, 21 Ono, 22 Suzuki, 23 Tsuzuki, CT: Troussier
FIFA Confederations Cup 20031 Narazaki, 2 Narahashi, 3 Akita, 4 Morioka, 5 Inamoto, 6 Hattori, 7 H. Nakata, 8 Ogasawara, 9 Ōkubo, 10 Nakamura, 11 Matsui, 12 Doi, 13 Oku, 14 Alex, 15 Myōjin, 16 K. Nakata, 17 Miyamoto, 18 Nagai, 19 Endō, 20 Takahara, 21 Tsuboi, 22 Yamada, 23 Kawaguchi, CT: Zico
FIFA Confederations Cup 20051 Narazaki, 2 Tanaka, 3 Chano, 4 Endō, 5 Miyamoto, 6 K. Nakata, 7 H. Nakata, 8 Ogasawara, 9 Tamada, 10 Nakamura, 11 Suzuki, 12 Doi, 13 Yanagisawa, 14 Alex, 15 Fukunishi, 16 Ōguro, 17 Miura, 18 Inamoto, 19 Motoyama, 20 Tsuboi, 21 Kaji, 22 Moniwa, 23 Kawaguchi, CT: Zico
FIFA Confederations Cup 20131 Kawashima, 2 Inoha, 3 G. Sakai, 4 Honda, 5 Nagatomo, 6 Uchida, 7 Endō, 8 Kiyotake, 9 Okazaki, 10 Kagawa, 11 Havenaar, 12 Nishikawa, 13 Hosogai, 14 Nakamura, 15 Konno, 16 Kurihara, 17 Hasebe, 18 Maeda, 19 Inui, 20 Takahashi, 21 H. Sakai, 22 Yoshida, 23 Gonda, CT: Zaccheroni

### Giochi olimpici
Calcio ai Giochi Olimpici Estivi 1936P Fuwa, P Sano, D Horie, D Suzuki, D Takeuchi, C Kin, C Oita, C Sasano, C Tatsuhara, A S. Kamo, A T. Kamo, A Kawamoto, A Matsunaga, A Nishimura, A Takahashi, A Takenokoshi, A Ukon, CT: Suzuki
NOTA: per le informazioni sulle rose successive al 1948 consultare la pagina della Nazionale olimpica.

## Statistiche dettagliate sui tornei internazionali

### Mondiali
| Anno | Luogo                          | Piazzamento      | V | N | P | Gol |
| ---- | ------------------------------ | ---------------- | - | - | - | --- |
| 1930 | Uruguay                        | Non iscritta     | - | - | - | -   |
| 1934 | Italia                         | Non iscritta     | - | - | - | -   |
| 1938 | Francia                        | Ritirata         | - | - | - | -   |
| 1950 | Brasile                        | Non iscritta     | - | - | - | -   |
| 1954 | Svizzera                       | Non qualificata  | - | - | - | -   |
| 1958 | Svezia                         | Non iscritta     | - | - | - | -   |
| 1962 | Cile                           | Non qualificata  | - | - | - | -   |
| 1966 | Inghilterra                    | Non iscritta     | - | - | - | -   |
| 1970 | Messico                        | Non qualificata  | - | - | - | -   |
| 1974 | Germania Ovest                 | Non qualificata  | - | - | - | -   |
| 1978 | Argentina                      | Non qualificata  | - | - | - | -   |
| 1982 | Spagna                         | Non qualificata  | - | - | - | -   |
| 1986 | Messico                        | Non qualificata  | - | - | - | -   |
| 1990 | Italia                         | Non qualificata  | - | - | - | -   |
| 1994 | Stati Uniti                    | Non qualificata  | - | - | - | -   |
| 1998 | Francia                        | Primo turno      | 0 | 0 | 3 | 1:4 |
| 2002 | Corea del Sud / Giappone       | Ottavi di finale | 2 | 1 | 1 | 5:3 |
| 2006 | Germania                       | Primo turno      | 0 | 1 | 2 | 2:7 |
| 2010 | Sudafrica                      | Ottavi di finale | 2 | 1 | 1 | 4:2 |
| 2014 | Brasile                        | Primo turno      | 0 | 1 | 2 | 2:6 |
| 2018 | Russia                         | Ottavi di finale | 1 | 1 | 2 | 6:7 |
| 2022 | Qatar                          | Ottavi di finale | 2 | 1 | 1 | 5:4 |
| 2026 | Canada / Messico / Stati Uniti | Qualificata      |   |   |   | :   |

### Coppa d'Asia
| Anno | Luogo                                   | Piazzamento      | V | N | P | Gol  |
| ---- | --------------------------------------- | ---------------- | - | - | - | ---- |
| 1956 | Hong Kong                               | Non iscritta     | - | - | - | -    |
| 1960 | Corea del Sud                           | Non iscritta     | - | - | - | -    |
| 1964 | Israele                                 | Non iscritta     | - | - | - | -    |
| 1968 | Iran                                    | Non qualificata  | - | - | - | -    |
| 1972 | Thailandia                              | Non partecipante | - | - | - | -    |
| 1976 | Iran                                    | Non qualificata  | - | - | - | -    |
| 1980 | Kuwait                                  | Non partecipante | - | - | - | -    |
| 1984 | Singapore                               | Non partecipante | - | - | - | -    |
| 1988 | Qatar                                   | Primo turno      | 0 | 1 | 3 | 0:6  |
| 1992 | Giappone                                | Campione         | 3 | 2 | 0 | 6:3  |
| 1996 | Emirati Arabi Uniti                     | Quarti di finale | 3 | 0 | 1 | 7:3  |
| 2000 | Libano                                  | Campione         | 5 | 1 | 0 | 21:6 |
| 2004 | Cina                                    | Campione         | 4 | 2 | 0 | 13:6 |
| 2007 | Indonesia/ Malaysia Thailandia/ Vietnam | Quarto posto     | 2 | 3 | 1 | 11:7 |
| 2011 | Qatar                                   | Campione         | 4 | 2 | 0 | 14:6 |
| 2015 | Australia                               | Quarti di finale | 3 | 0 | 1 | 8:1  |
| 2019 | Emirati Arabi Uniti                     | Secondo posto    | 6 | 0 | 1 | 12:6 |
| 2023 | Qatar                                   | Quarti di finale | 3 | 0 | 2 | 12:8 |

### Confederations Cup
| Anno | Luogo                    | Piazzamento     | V | N | P | Gol |
| ---- | ------------------------ | --------------- | - | - | - | --- |
| 1992 | Arabia Saudita           | Non qualificata | - | - | - | -   |
| 1995 | Arabia Saudita           | Primo turno     | 0 | 0 | 2 | 1:8 |
| 1997 | Arabia Saudita           | Non qualificata | - | - | - | -   |
| 1999 | Messico                  | Non qualificata | - | - | - | -   |
| 2001 | Corea del Sud / Giappone | Secondo posto   | 3 | 1 | 1 | 6:1 |
| 2003 | Francia                  | Primo turno     | 1 | 0 | 2 | 4:3 |
| 2005 | Germania                 | Primo turno     | 1 | 1 | 1 | 4:4 |
| 2009 | Sudafrica                | Non qualificata | - | - | - | -   |
| 2013 | Brasile                  | Primo turno     | 0 | 0 | 3 | 4:9 |
| 2017 | Russia                   | Non qualificata | - | - | - | -   |

### Copa América
| Anno | Luogo   | Piazzamento | V | N | P | Reti |
| ---- | ------- | ----------- | - | - | - | ---- |
| 2019 | Brasile | Primo turno | 0 | 2 | 1 | 3:7  |